# Cuenca (film)
Pour les articles homonymes, voir Cuenca.
Pour plus de détails, voir Fiche technique et Distribution.
Cuenca est un film espagnol réalisé par Carlos Saura, sorti en 1958.

## Fiche technique
- Titre original : Cuenca
- Réalisation : Carlos Saura
- Scénario : Carlos Saura, José Ayllon
- Photographie : Carlos Saura, Antonio Álvarez, avec la collaboration de Juan Julio Baena
- Montage : Pablo G. del Amo
- Musique : José Pagán, Antonio Ramírez Ángel
- Production : Carlos Saura
- Société de production : Estudios Moro
- Pays d’origine :  Espagne
- Langue originale : espagnol
- Format : couleur (Eastmancolor) — 35 mm — son Mono
- Genre : film documentaire
- Durée : 44 minutes
- Date de sortie : Espagne : 1958

## Distribution
- Francisco Rabal : narrateur

## Récompenses et distinctions

### Récompenses
- San Sebastian 1958 : Mention spéciale (Court métrage)